# SGS S.A.
SGS S.A. (anteriorment Société Générale de Surveillance (en francès Societat General de Vigilància)) és una empresa multinacional suïssa amb seu a Ginebra, que ofereix serveis d'inspecció, verificació, proves i certificació. Els seus 99.600 empleats operen una xarxa de 2.600 oficines i laboratoris a tot el món. Va ser classificada a Forbes Global 2000 el 2015, el 2016, el 2017, el 2020 i el 2021.
Els serveis principals que ofereix SGS inclouen la inspecció i verificació de la quantitat, el pes i la qualitat dels béns comercialitzats; les proves de la qualitat i el rendiment del producte en relació amb diverses normes de salut, seguretat i reglamentàries; i la comprovació de la conformitat dels productes, sistemes o serveis amb els requisits de les normes establertes pels governs, els organismes d'estandardització o els clients de SGS.

## Història
Els comerciants internacionals de Londres —inclosos els de França, Alemanya, els Països Baixos, el Bàltic, Hongria, la Mediterrània i els Estats Units— van fundar la London Corn Trade Association el 1878 per tal d'estandarditzar els documents d'enviament per als països exportadors i aclarir els procediments i les disputes relacionades amb la qualitat del gra importat.
El mateix any, Henri Goldstuck, un jove immigrant letó que, havent vist les oportunitats en un dels ports més grans del país, va començar a inspeccionar els enviaments de gra francès. Amb l'ajuda del capità Maxwell Shafftington, va demanar diners prestats a un amic austríac per començar a inspeccionar els enviaments que arribaven a Rouen, ja que, durant el trànsit, es van observar pèrdues en el volum de gra a causa de les pèrdues i els robatoris. El servei inspeccionava i verificava la quantitat i la qualitat del gra a l'arribada amb l'importador.
El negoci va créixer ràpidament; els dos emprenedors van començar el negoci junts el desembre de 1878 i, en un any, van obrir oficines a Le Havre, Dunkerque i Marsella.
El 1915, durant la Primera Guerra Mundial, l'empresa va traslladar la seva seu de París a Ginebra, Suïssa, i el 19 de juliol de 1919, l'empresa va adoptar el nom de Société Générale de Surveillance.
A mitjans del segle XX, SGS va començar a oferir serveis d'inspecció, proves i verificació en diversos sectors, com ara la indústria, els minerals, el petroli, el gas i els productes químics, entre d'altres. El 1981, l'empresa va sortir a borsa. És un component de l'índex SMI MID.

## Operacions
L'empresa treballa en els següents sectors: agricultura i alimentació, química, construcció, béns de consum i comerç minorista, energia, finances, fabricació industrial, ciències de la vida, logística, mineria, petroli i gas, sector públic i transport.
El 2004, en col·laboració amb SGS, la xarxa d'escoles de gestió universitària de l'Institut d'Administration des Entreprises (IAE France) va desenvolupar Qualicert, una eina per avaluar la formació en gestió universitària i establir un nou punt de referència internacional. L'acreditació Qualcert va ser aprovada pel Ministeri d'Economia i Finances (França), la Direcció General d'Ensenyament Superior (DGES) i la Conferència de Presidents d'Universitats (CPU). Centrada en la millora contínua de la qualitat, Qualicert es troba ara en la seva sisena revisió.

## Premis i reconeixements
- Classificada per Forbes el 2017 com una de les principals multinacionals,[9] i una de les empreses més innovadores del món.[10]
- Nomenat líder de la indústria de Serveis Professionals als índexs mundials i europeus de Dow Jones Sustainability durant sis anys consecutius entre el 2014 i el 2019, amb una puntuació de 83/100, en comparació amb la mitjana del sector de 38/100.[11][12]
- El 2015, KPMG va classificar el Codi d'Integritat de l'empresa entre les deu millors empreses suïsses.[13] L'empresa també es va unir a RE100, un grup global d'empreses convocat per The Climate Group i Carbon Disclosure Project que té com a objectiu generar la seva energia completament a partir de fonts renovables.[14]